# Korthalsella madagascarica
Korthalsella madagascarica är en sandelträdsväxtart som beskrevs av Danser. Korthalsella madagascarica ingår i släktet Korthalsella och familjen sandelträdsväxter. Inga underarter finns listade i Catalogue of Life.